# بينسيكلان
بينسيكلان (بالإنجليزية: Bencyclane)‏ هو مضاد للتشنج وموسع للأوعية ومثبط لتجمع الصفائح الدموية.